# またあえる日まで
「またあえる日まで」（またあえるひまで）は、ゆずの楽曲で、通算14枚目のシングル。2002年10月17日に発売。発売元はセーニャ・アンド・カンパニー。

## 概要
本作は日本において一般的なCDの発売日である水曜日ではなく、木曜日に発売された。
表題曲はテレビ朝日系アニメ『ドラえもん』の7代目のエンディングテーマソング。また、同アニメの映画シリーズのひとつ『ドラえもん のび太とふしぎ風使い』の主題歌としても使用された。
紙仕様の特殊ジャケットになっており、裏ジャケットには『ドラえもん』の登場人物が描かれている。なお、歌詞は、封入されている雲の形をした紙に記載された。
売り上げの一部は、赤い羽根共同募金に寄付されている。
2003年の『第54回NHK紅白歌合戦』に横浜・伊勢佐木町の松坂屋前から生中継で初出演した際に「夏色」「濃」と共にこの曲を披露した。その後にパシフィコ横浜国立大ホールで行われた初めての年越しライブ「ゆず 幸（せ）拍（手）歌合戦 2003〜2004」でも同じ形式のメドレーが歌われている。

## 収録曲
1. またあえる日まで (3:19)
  - 作詞: アドベンチャーキャンプの子供達・北川悠仁、作曲: 北川悠仁、編曲: ゆず&寺岡呼人
  - メンバーの北川が主催の「アドベンチャーキャンプ」の中で、参加した子どもたちがそれぞれフレーズを考え（「笑顔がたからもの」など）、北川がその言葉をまとめていったという。不思議と難なくまとめあげることが出来たとテレビ朝日系トーク番組『徹子の部屋』に出演した際に語っている。
  - この曲はレコーディング、PV撮影、CDジャケット撮影をすべて一日でこなしたという（ファンクラブ会報より）。そのPVは、カップリング曲の「月影」のPVとともに『録歌選 菫』（2003年5月21日発売）に収録された。
  - この曲は幼稚園等の卒園ソングとして紹介されることもある[1][2]。
2. 月影 (4:06)
  - 作詞・作曲: 岩沢厚治、編曲: ゆず&寺岡呼人
  - ファンの間では人気の楽曲で、2022年4月現在で唯一のPVが制作されたカップリング曲である。

## 収録作品
- またあえる日まで
  - すみれ
  - ゆずスマイル
  - Going 2001-2005
  - YUZU 20th Anniversary ALL TIME BEST ALBUM ゆずイロハ 1997-2017
- 月影
※アルバム未収録

## テレビ出演
- たけしの誰でもピカソ（テレビ東京、2003年5月23日）
- 第54回NHK紅白歌合戦（NHK、2003年12月31日）
「夏色など…」と題したメドレーで横浜松坂屋前からの中継で「夏色」「濃」と共にメドレーで披露。